# Stupava
Stupava (în germană Stampfen, în maghiară Stomfa/Stompfa) este un oraș din Slovacia cu 7.794 locuitori.

## Demografie
| An:                | 1994 | 2004   | 2014    | 2024    |
| ------------------ | ---- | ------ | ------- | ------- |
| Număr de persoane: | 7874 | 8283   | 10.235  | 12.850  |
| Diferență:         |      | +5,19% | +23,56% | +25,54% |

| An:                | 2023   | 2024   |
| ------------------ | ------ | ------ |
| Număr de persoane: | 12.803 | 12.850 |
| Diferență:         |        | +0,36% |